# Cova de Muleta
La Cova de Muleta és un jaciment arqueològic situat a Sóller a la Serra de Tramuntana de Mallorca. S'hi han trobat els ossos humans més antics de les Balears (pertanyents a quatre o cinc individus) i ossos dels mamífers extints Myotragus balearicus, Hypnomys morpheus i Nesiotites hidalgo.
La cova conté un registre estratigràfic continu d'ossos de mamífers. Els nivells més inferiors corresponen al Plistocè superior, fa uns 100.000 anys (Mallorca no va estar afectada per les glaciacions del Plistocè).
S'hi han trobat restes de més d'un miler d'exemplars de Myotragus balearicus amb proves que havien estat consumits pels humans. La seva fondària és d'uns 8 metres i està a menys de 200 m sobre el nivell del mar. Actualment la temperatura de la cova oscil·la entre els 18 i 20 °C i les condicions ambientals són i han estat molt bones per a la conservació dels fòssils.
Els ossos humans extrets de la cova de la Muleta van ser datats pel mètode de la racemització dels aminoàcids per K.K. Turekian i J.L. Bada per tal de comparar amb el mètode de datació del carboni 14 amb resultats que confirmen una edat de 5.000 anys enrere.